# Santiago Buitrago
Santiago Buitrago Sánchez (Bogota, 26 september 1999) is een Colombiaans wielrenner die anno 2024 rijdt voor Bahrain-Victorious.

## Carrière
In zijn eerste jaar als belofterenner werd Buitrago zesde in het eindklassement van de Ronde van de Aostavallei.
In 2020 werd Buitrago prof bij Bahrain McLaren. Zijn debuut voor de ploeg maakte hij in de Tour Down Under, waar hij op de negentiende plaats in het algemeen klassement eindigde. Later dat jaar maakte hij in de door de coronapandemie ingekorte Ronde van Spanje zijn debuut in een Grote Ronde. In 2022 beleefde Buitrago zijn doorbraak door op 22-jarige leeftijd een bergetappe te winnen in de Ronde van Italië. Later dat seizoen kende Buitrago minder succes in de Ronde van Spanje. Deze koers verliet de Colombiaan voortijdig vanwege een besmetting met COVID-19.
In 2024 won Buitrago de vierde etappe in Parijs-Nice.

## Overwinningen
2021
Bergklassement Italiaanse Wielerweek
2022
2e etappe Ronde van Saoedi-Arabië
17e etappe Ronde van Italië
1e etappe Ronde van Burgos
2023
Jongerenklassement Ronde van Saoedi-Arabië
19e etappe Ronde van Italië
2024
Jongerenklassement Ronde van Valencia
4e etappe Parijs-Nice
2025
2e en 4e etappe Ronde van Valencia
Eind- en puntenklassement Ronde van Valencia

## Resultaten in voornaamste wedstrijden
| Jaar | Ronde van Italië | Ronde van Frankrijk | Ronde van Spanje |
| ---- | ---------------- | ------------------- | ---------------- |
| 2020 |                  |                     | 53e              |
| 2021 |                  |                     |                  |
| 2022 | 12e (1)          |                     | opgave           |
| 2023 | 13e (1)          |                     | 10e              |
| 2024 |                  | 10e                 |                  |
| 2025 |                  | 40e                 |                  |

| Jaar | Amstel Gold Race | Luik-Bast.‑Luik | Ronde van Lombardije | Waalse Pijl | Clásica San Sebastián |  | WK op de weg |
| ---- | ---------------- | --------------- | -------------------- | ----------- | --------------------- |  | ------------ |
| 2020 |                  | opgave          |                      | 43e         |                       |  |              |
| 2021 |                  |                 | 101e                 |             | 71e                   |  |              |
| 2022 |                  |                 |                      |             | opgave                |  |              |
| 2023 |                  | ↑               | 32e                  |             | 61e                   |  | opgave       |
| 2024 |                  | 41e             | 86e                  | 5e          | 42e                   |  | opgave       |
| 2025 | 29e              | 37e             |                      | 6e          |                       |  |              |

### Resultaten in kleinere rondes
| Jaar | Tour Down Under | Parijs-Nice | Tirreno-Adriatico | Ronde van Catalonië | Ronde van het Baskenland | Critérium du Dauphiné |
| ---- | --------------- | ----------- | ----------------- | ------------------- | ------------------------ | --------------------- |
| 2020 | 19e             |             |                   |                     |                          |                       |
| 2021 |                 |             |                   | 18e                 |                          | 55e                   |
| 2022 |                 |             |                   | 37e                 |                          |                       |
| 2023 |                 |             | 36e               |                     |                          |                       |
| 2024 |                 | opgave (1)  |                   |                     | 11e                      |                       |

(*) tussen haakjes aantal individuele etappeoverwinningen

## Ploegen
- 2020 –  Bahrain McLaren
- 2021 –  Bahrain-Victorious
- 2022 –  Bahrain-Victorious
- 2023 –  Bahrain Victorious
- 2024 –  Bahrain Victorious
- 2025 –  Bahrain Victorious

Arashiro · Battaglin · Bauhaus · Bilbao · Bole · Buitrago · Capecchi · Caruso · Cavendish · Colbrelli · Davies · Feng · García Cortina · Haller · Haussler · Inkelaar · Landa · Mohorič · Novak · Padoen · Pernsteiner · Pibernik · Poels · Sieberg · Teuns · Tratnik · Valls · Williams · Wright
Arashiro · Bauhaus · Bilbao · Buitrago · Capecchi · Caruso · Colbrelli  · Davies · Feng · Jack · Haller · Haussler · Inkelaar · Landa · Madan · Mäder · Milan· Mohorič · Novak · Padoen · Pernsteiner · Poels · Sieberg · Teuns · Tratnik · Valls · Williams · Wright
Arashiro · Bauhaus · Bilbao · Buitrago · Caruso · Colbrelli · Feng · Govekar (vanaf 1/6) · Gradek · Haig · Haussler · Landa · Maciejuk · Madan · Mäder · Milan· Mohorič · Novak · Osorio (tot 31/3) · Pernsteiner · Poels · Price-Pejtersen · Sánchez · Sütterlin · Teuns (tot 4/8) · Tratnik · Williams · Wright · Zambanini · Miholjević (stagiair)
Arashiro · Arndt · Bauhaus · Bilbao · Buitrago · Buratti (vanaf 12/4) · Caruso · Govekar · Gradek · Haig · Haussler (tot 7/4) · Kepplinger · Landa · Maciejuk · Madan · Mäder (overleden 16/7) · Miholjević · Milan· Mohorič · Pasqualon · Pernsteiner · Poels · Price-Pejtersen · Rajović · Scott · Sütterlin · Tiberi (vanaf 1/6) · Tu · Wright · Zambanini
Arashiro · Arndt · Bauhaus · Bilbao · Bruttomesso · Buitrago · Buratti · Caruso · Govekar · Gradek · Haig · Kepplinger · Madan · Miholjević · Mohorič · Pasqualon · Pickering · Poels · Price-Pejtersen · Rajović · Scott · Stannard (vanaf 19/8) · Sütterlin · Tiberi · Træen · Tu · Wiśniowski (vanaf 1/3) · Wright · Zambanini · Skerl (stagiair) · van der Meulen (stagiair) · Van Mechelen (stagiair)
Arndt · Bauhaus · Bilbao · Bruttomesso · Buitrago · Buratti · Caruso · Ermakov · Eržen · Eulálio · Govekar · Gradek · Haig · Kepplinger · Martinez · Miholjević · Mohorič · Paasschens · Pasqualon · Pickering · Skerl · Stannard · Stockwell · Tiberi · Træen · Tu · van der Meulen · Van Mechelen · Wright · Zambanini